# NGC 5256
NGC 5256 (również PGC 48192 lub UGC 8632) – zderzenie galaktyk znajdujące się w gwiazdozbiorze Wielkiej Niedźwiedzicy w odległości około 350 milionów lat świetlnych od Ziemi. Odkrył je William Herschel 12 maja 1787 roku. Galaktyki te łączą się ze sobą i zachodzą w nich procesy gwiazdotwórcze. Obie galaktyki mają aktywne jądra.